# Royal Academy of Engineering
De Royal Academy of Engineering, afgekort RAEng, (koninklijke akademie van ingenieurs) is een organisatie in het Verenigd Koninkrijk, in juni 1976 opgericht als Fellowship of Engineering. In 1983 werd de organisatie erkend door een royal charter. In 1992 werd de naam Royal Academy of Engineering aangenomen.
De huidige president is, sinds 2014, de luchtvaartingenieur Dame Ann Dowling (1952) van de Universiteit van Cambridge. De akademie reikt jaarlijkse enkele prijzen uit en is gevestigd in een gebouw aan Carlton House Terrace in Londen, dat sinds 2012 Prince Philip House heet.

## Fellows
De Royal Academy of Engineering heeft ruim 1500 leden, Fellows genoemd, zij kunnen de aanduiding "FREng" achter hun naam zetten.
Het is de bedoeling de belangrijke Britse ingenieurs en technologen op te nemen. Ook worden zeer toonaangevende ingenieurs uit andere landen opgenomen.